# Монгбюон
Монгбюон  (швед. Mångbyån) — річка на півночі Швеції, у лені Вестерботтен. Довжина річки становить 20 км, площа басейну  — 218,7 км².  Середня річна витрата води — 1,93 м³/с. 
Більшу частину басейну річки — 76 % — займають ліси. Болота займають 3,23 % площі басейну, поверхня річок та озер — 8,7 %. Території сільськогосподарського призначення займають 11,4 % площі басейну. 